# غوردون ويلسون (سياسي بريطاني)
غوردون ويلسون (بالإنجليزية: Gordon Wilson)‏ هو كاتب غير روائي وسياسي بريطاني، ولد في 16 أبريل 1938 في غلاسكو في المملكة المتحدة، وتوفي في 25 يونيو 2017 في دندي في المملكة المتحدة. نشط حزبياً في الحزب القومي الاسكتلندي.

## مناصب
- في الانتخابات العامة في المملكة المتحدة فبراير 1974 [الإنجليزية]‏، انتخب عضو البرلمان السادس والأربعون للمملكة المتحدة عن دائرة دندي الشرقية وقد انضم خلال فترته النيابية ‏ (28 فبراير 1974 – 20 سبتمبر 1974) للكتلة البرلمانية الحزب القومي الاسكتلندي.
- في الانتخابات العامة في المملكة المتحدة أكتوبر 1974 [الإنجليزية]‏، انتخب عضو البرلمان السابع والأربعون للمملكة المتحدة عن دائرة دندي الشرقية وقد انضم خلال فترته النيابية ‏ (10 أكتوبر 1974 – 7 أبريل 1979) للكتلة البرلمانية الحزب القومي الاسكتلندي.
- في الانتخابات العامة للمملكة المتحدة 1979 [الإنجليزية]‏، انتخب عضو البرلمان الثامن والأربعون للمملكة المتحدة عن دائرة دندي الشرقية وقد انضم خلال فترته النيابية ‏ (3 مايو 1979 – 13 مايو 1983) للكتلة البرلمانية الحزب القومي الاسكتلندي.
- في الانتخابات العمومية للمملكة المتحدة 1983 [الإنجليزية]‏، انتخب عضو البرلمان التاسع والأربعون للمملكة المتحدة عن دائرة دندي الشرقية وقد انضم خلال فترته النيابية ‏ (9 يونيو 1983 – 18 مايو 1987) للكتلة البرلمانية الحزب القومي الاسكتلندي.